# Bombardier
Bombardier és una empresa canadenca dedicada principalment a la construcció d'aeronaus i ferrocarrils. Fou fundada el 1942 a Valcourt (Quebec) per Joseph-Armand Bombardier i en l'actualitat té la seu general a Montreal. Va adquirir Canadair al govern canadenc en 1986.

## Bombardier Aerospace

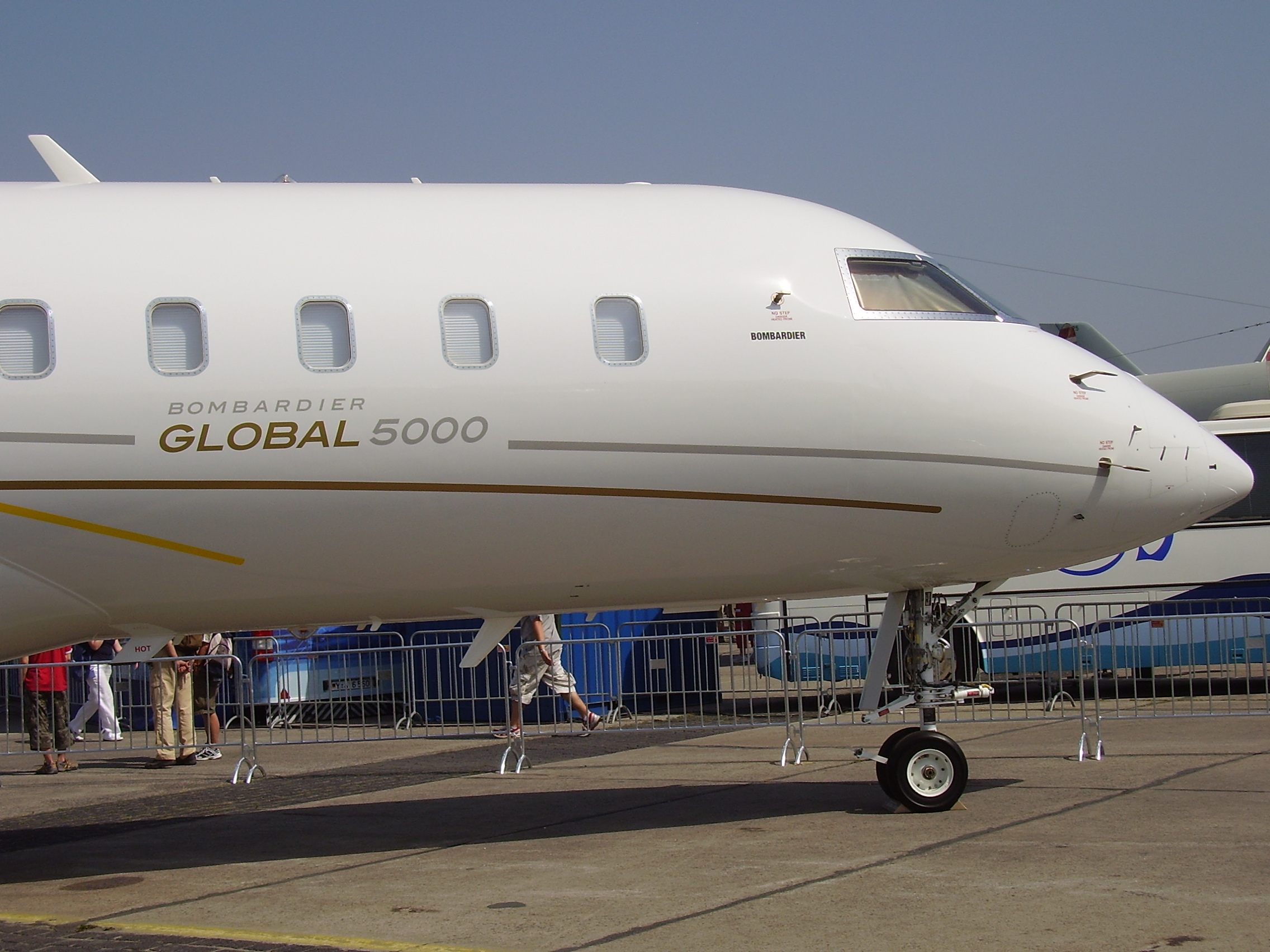
Un avió Bombardier Global Express

La divisió aeroespacial del grup fabrica avions per a línies aèries d'àmbit regional i jets privats com la sèrie Global Express.

## Bombardier Transportation

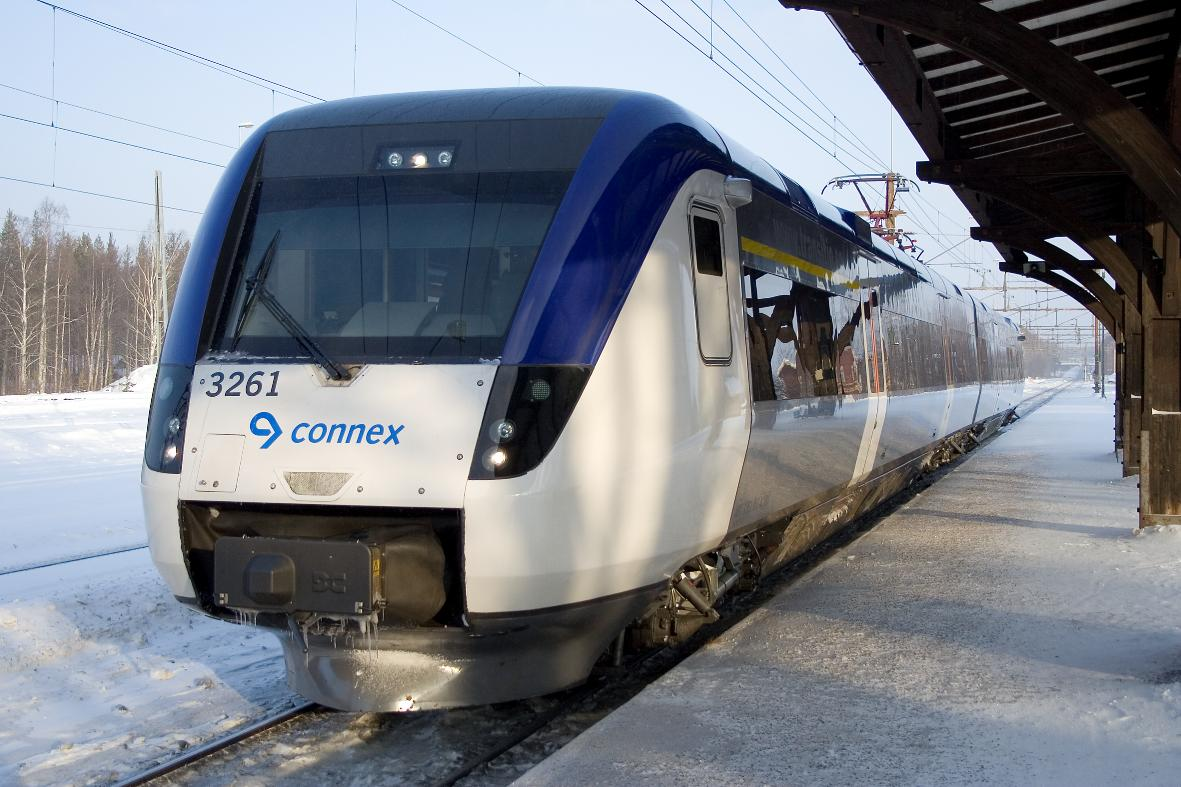
Un tren dissenyat per Bombardier

La divisió de Bombardier dedicada al transport produeix tota mena de ferrocarrils: metros, trens, tramvies, trens de gran velocitat, etc.

## Altres
Antigament, Bombardier era una de les principals indústries militars del Canadà. Al seu torn, l'empresa comercialitzava vehicles recreatius com ara motoneus i motocicletes de motocròs sota la marca Can-Am. El 1970, Bombardier va comprar l'empresa fabricant de motors austríaca Rotax.